# 17125 Vijayakumar
A 17125 Vijayakumar (ideiglenes jelöléssel (17125) 1999 JB68) a Naprendszer kisbolygóövében található aszteroida. A LINEAR projekt keretében fedezték fel 1999. május 12-én.